# Alf Olsen
Alf Aage Olsen (3. september 1893 på Frederiksberg i København – 18. august 1976 på Frederiksberg Hospital) var en dansk fodboldspiller.
Alf Olsen startede karrieren i B.93 og kom i 1917 til KB's hold, med hvem han vandt det danske mesterskab 1925. Han afsluttede karrieren i Fremad Amager, hvor han spillede fra efteråret 1925.
Han spillede i perioden 1912-1926 19 landskampe for Danmark og scorede 8 mål. Han debuterede allerede 1912, mens han spillede i B.93, mod Tyskland i Idrætsparken og scorede i kampen sit første landsholdsmål efter 55 minutter. Efter denne kamp skulle der gå næsten fem år, inden han fik sin anden landskamp, hvorefter han var mere eller mindre fast mand på holdet i næsten ti år og deltog ved OL i Antwerpen 1920. Han spillede sin sidste landskamp 1926 mod Sverige i Idrætsparken.
Alf Olsen boede i Vanløse i København ved sin død 1976.